# Bernd Meier

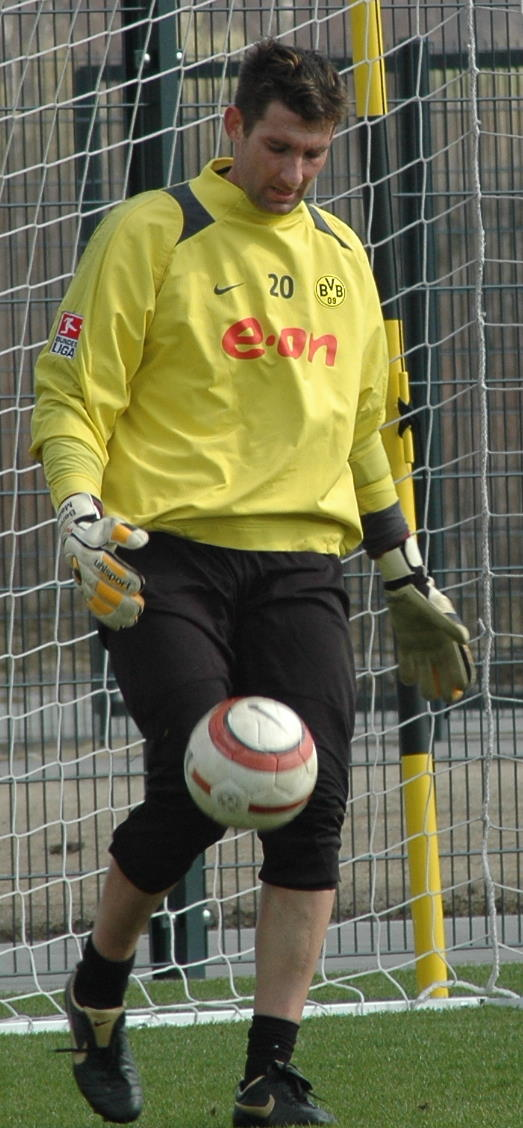

Bernd Meier (Rain, 11 februari 1972 – Burgheim, 2 augustus 2012) was een Duits voetbaldoelman.
Hij speelde van 1993 tot 1999 bij TSV 1860 München in totaal 93 duels; op 11 april 1998 maakte hij tegen aartsrivaal Bayern München een kapitale blunder en daarna keepte hij niet meer voor TSV 1860 en vertrok als reserve-doelman naar Borussia Mönchengladbach en kwam daar twee keer uit. Van 2002-2005 keepte hij voor LR Ahlen 84 duels. Vervolgens was het de bedoeling om eerste doelman te worden bij Borussia Dortmund, maar door ernstige blessures kwam hij niet aan spelen toen. In 2006 speelde hij voor het tweede nog wel maar ook nu raakte hij ernstig geblesseerd. Na 94 wedstrijden in de Bundesliga betekende dat een einde van zijn spelerscarrière.
In januari 2010 werd hij keeperstrainer bij SV Wacker Burghausen.
Eind juli 2012 werd hij onderzocht in een kliniek vanwege voedselvergiftiging. Op 2 augustus 2012 stierf hij aan een hartaanval in het ziekenhuis van Markt Burgheim op 
40-jarige leeftijd.